# Sulcotropis cyanipes
Sulcotropis cyanipes är en insektsart som beskrevs av Yin, X.-c. och Chou 1979. Sulcotropis cyanipes ingår i släktet Sulcotropis och familjen Pamphagidae. Inga underarter finns listade i Catalogue of Life.